# 네팔의 농업

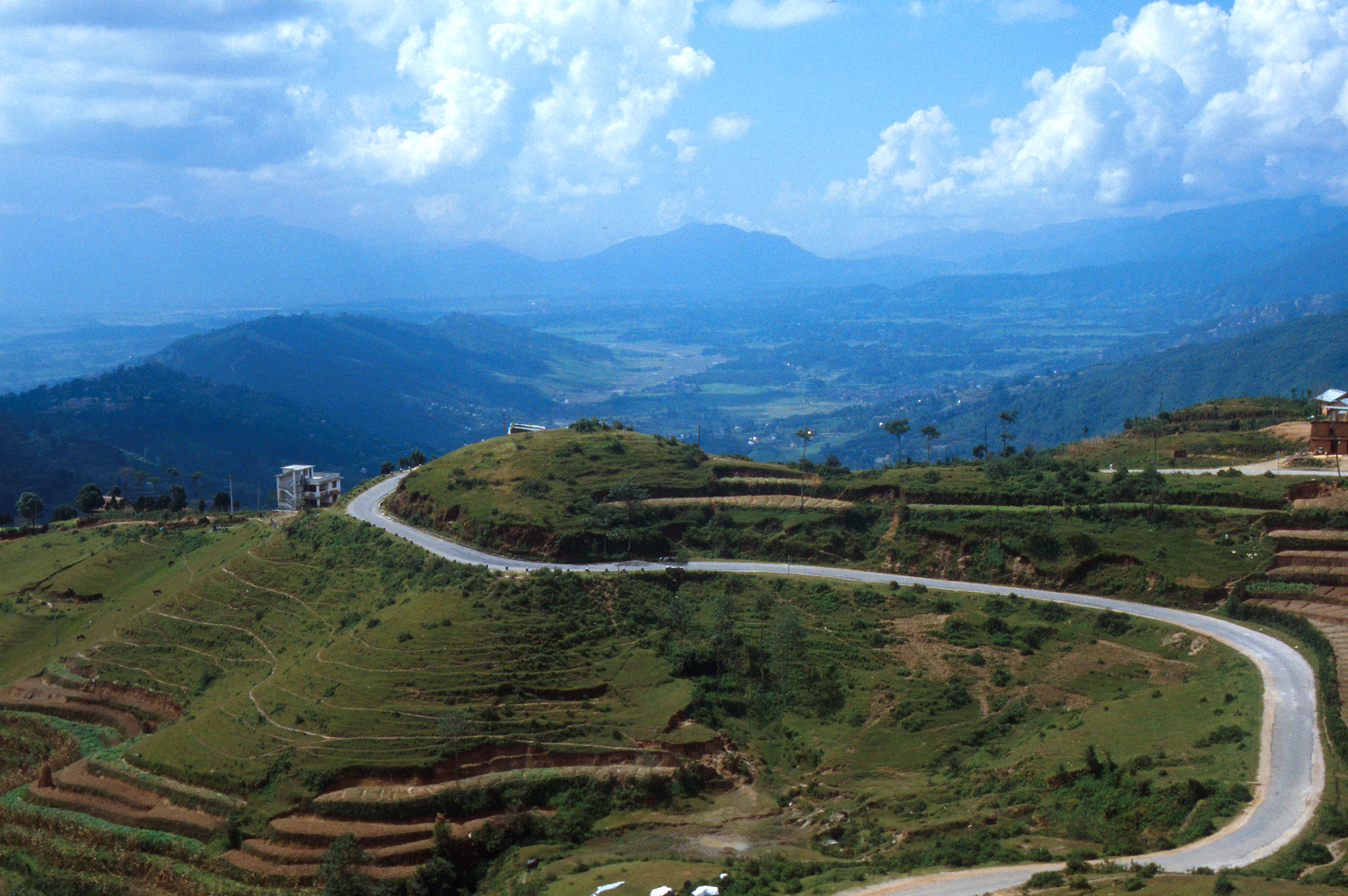
히말라야 고원의 계단식 논밭은 네팔 마을에서 흔히 볼 수 있는 광경이다.

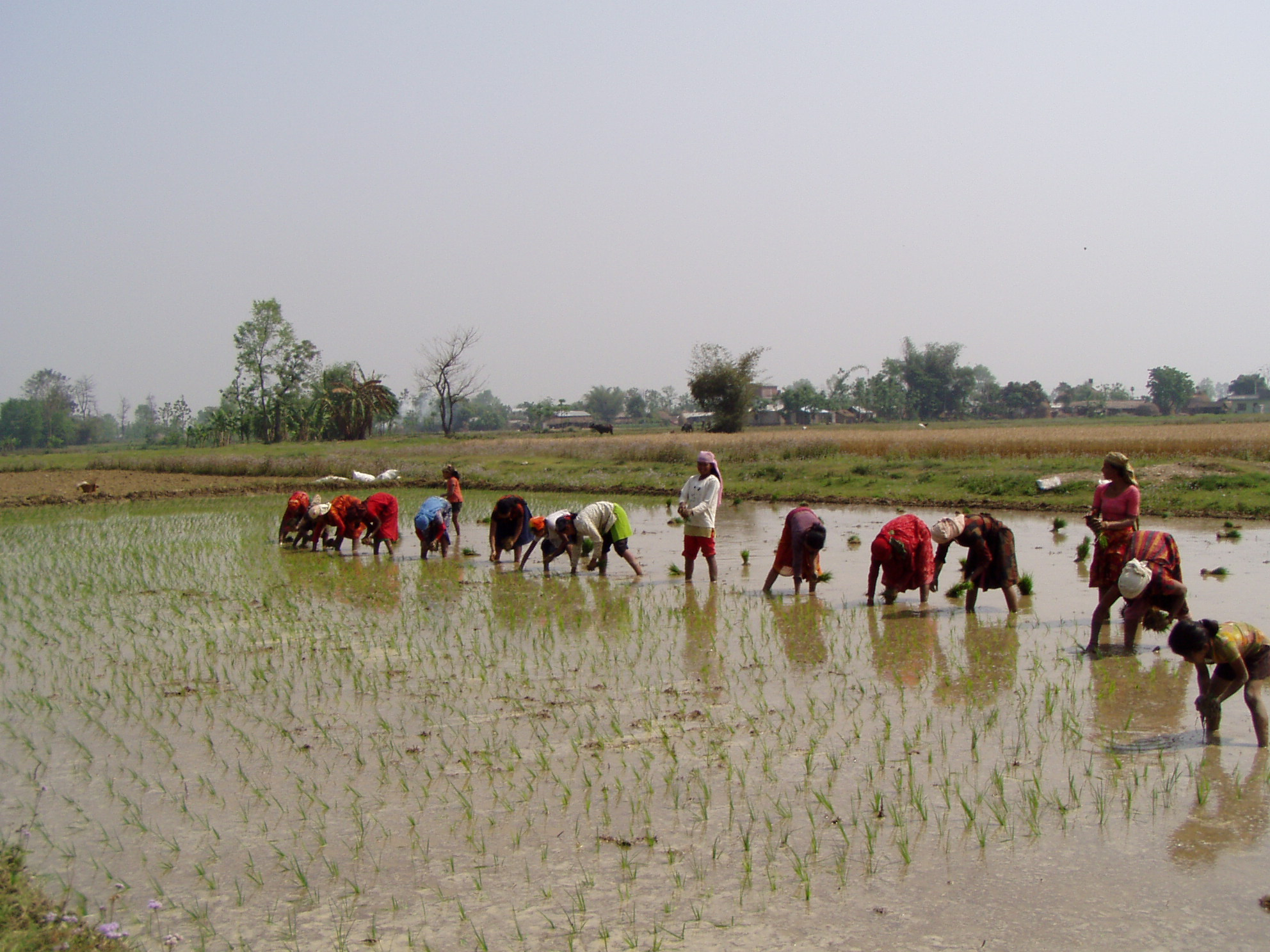
네팔에서 벼를 심는 모습.

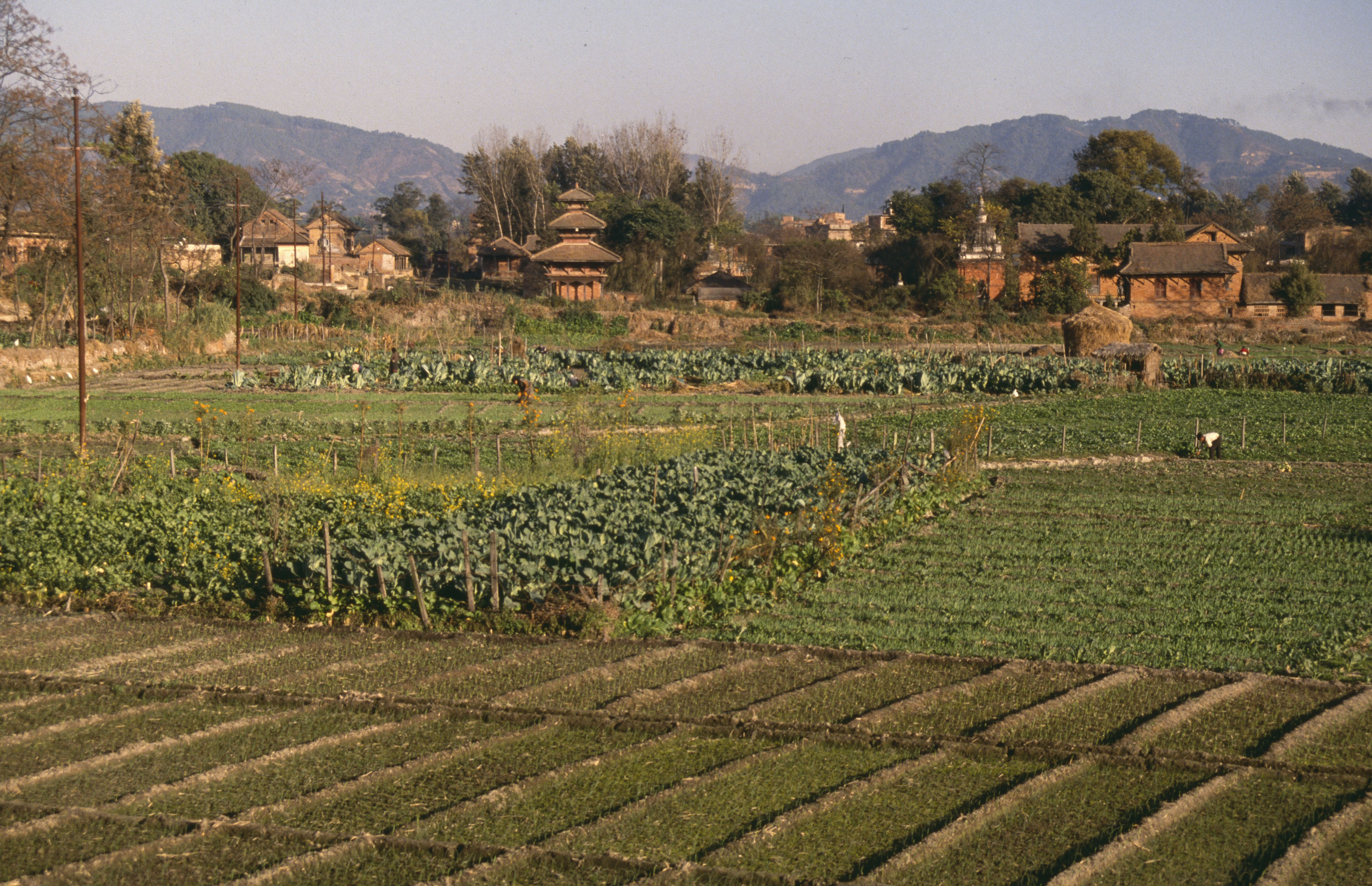
카트만두 계곡의 경작지.

네팔의 농업은 네팔의 경제 대부분을 차지한다. 1980년대 후반에 네팔은 경작지가 전체 국토의 20%였음에도 전체 인구의 90% 이상이 농업에 종사했다. 농업은 네팔의 전체 GDP에서 약 60% 정도, 수출 품목의 75%를 차지한다.
1975년부터 1980년까지 진행된 제5차 5개년 계획에 따라 네팔의 경제 성장이 기존 농작물의 생산성을 높이고 산업 현장에 투입되는 농업 기반 시설을 다변화시키는 것에 달려 있었기 때문에 네팔 정부는 농업을 최우선 과제로 삼았다. 세계은행의 조사에 따르면 네팔에서 농업은 주요 식량원, 수입원, 고용원으로, 네팔 전체 GDP의 33%를 차지한다.
네팔 정부는 농업 생산을 늘리고 농업 기지를 다양화하기 위해 관개, 비료와 살충제 사용, 새로운 도구 도입, 고수익 품종의 새로운 씨앗 도입, 신용 제공에 초점을 맞추었다. 그러나 이러한 투입 변수의 분포 부족과 공급 물자 확보의 문제는 네팔의 농업 발전을 억제하였다. 비록 토지의 개간과 정착이 테라이(Terai) 지역에서 일어나고 있었지만, 삼림 벌채로 인한 환경 악화와 생태학적 불균형 또한 네팔의 농업 발전을 방해하였다.
네팔에서는 이러한 새로운 농업 기술이 식량 생산을 증가시키는 것을 도왔지만, 여전히 성장할 여지가 남아 있었다. 그러나 과거의 경험은 건강한 성장을 이루기 위해 현대 기술을 사용하는 데 있어서 병목 현상을 보였다. 식량과 산업적 투입을 위해 현금을 생산하는 상반된 목표 또한 문제가 있었다.

## 역사
네팔에서 농작물의 생산은 날씨 조건 뿐만 아니라 이러한 요인의 결과로 크게 변동했다. 1974년부터 1989년까지 네팔에서는 연평균 2.4%의 농업 생산량이 증가했지만 같은 기간 연평균 2.6%의 증가율을 보인 인구 증가율을 따라가지 못했다. 게다가, 같은 기간 동안 식량 생산의 연평균 성장률은 1.2%에 불과했다.
몇 가지 성공이 있었다. 테라이 지역의 농경지와 언덕 지역의 부지런한 농민들은 더 많은 식량 공급원을 제공했고, 지역적으로 인구의 일일 칼로리 섭취량을 1988년에 1인당 약 1,900 칼로리로 늘렸다. 게다가 관개 시설에 접근하는 지역은 1956년 약 6,200헥타르에서 1990년까지 약 583,000헥타르로 증가했다.
쌀은 네팔에서 가장 중요한 곡물이다. 1966년에는 전체 쌀 생산량이 100만 톤을 조금 넘었고 1989년까지 300만 톤 이상이 생산되었다. 쌀 생산의 변동은 강우량의 변화 때문에 매우 흔했지만 전반적으로, 쌀 생산은 경작지의 증가 뿐만 아니라 새로운 경작 기법의 도입으로 증가하였다. 1988년까지 약 390만 헥타르의 토지가 논 재배에 들어갔다. 네팔의 많은 사람들은 생존하기 위해 쌀을 재배하는 데 일생을 바친다. 1966년에는 네팔의 두 번째 주요 식량 작물인 약 50만 톤의 옥수수가 생산되었다. 1989년까지 옥수수 생산량은 100만톤 이상으로 증가하였다.

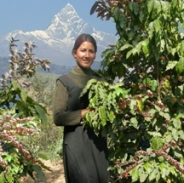
네팔의 커피 재배업자

밀, 서곡, 보리, 커피와 같은 다른 식량 작물도 농업 부문에 대한 이들의 기여가 적었다. 1970년대 초반에는 새로운 산업 현장에 투입되는 현금 작물의 생산량 증가가 주도적이었다. 사탕수수나 담배도 1970년대부터 1980년대 사이에 생산량이 상당히 증가했다. 감자, 식물성 기름 생산은 1980년 이후 완만한 성장을 보여왔다. 약초는 북쪽에 위치한 히말라야산맥 산비탈에서 자생하지만, 지속적인 환경 악화로 인해 생산량 증가가 제한되었다. 네팔 정부의 통계에 따르면, 우유, 고기, 과일의 생산은 향상되었지만 1980년대 말부터 현재까지 대부분의 사람들이 영양적으로 균형 잡힌 음식을 먹을 수 있는 수준에 이르지 못했다. 또한, 1989년에는 고기와 우유 생산의 증가는 원하는 생산 수준을 충족시키지 못했다.
네팔은 전체 국민의 50% 이상이 농업에 종사하고 있다. 식용 곡물은 1988부터 1989년 사이에 네팔 전체 농작물 생산량의 76%를 차지했다. 1989부터 1990년 사이에는 악천후와 농업 투입물, 특히 비료의 부족에도 불구하고 5%의 생산량 증가가 있었다. 사실, 극심한 날씨 변화는 종종 생산 수준에 영향을 끼쳤다. 1980년대에 걸친 생산량 증가의 일부는 노동력의 생산성 향상으로 인한 것이고, 다른 이득은 토지 이용 증가와 유리한 기상 조건 때문이었다. 네팔의 농업에 관한 통계 자료(2008년 ~ 2009년)에 따르면 인구의 65.6%만이 농업에 의존하고 있고 21%가 경작되고 있는 반면 6.99%는 경작되지 않은 것으로 나타났다.

## 관개
네팔에 있는 전체 경작지 270만 헥타르 중 130만 헥타르만이 관개 시설이 갖추어져 있다. 관개 시설 대부분은 소규모 시설이다.
기후 및 개발 지식 네트워크의 지원을 통해 진행된 최근의 연구 결과에 따르면 네팔의 농업 GDP 가운데 약 0.8%가 기후 변화와 극단적인 상황으로 인해 매년 감소하고 있다고 한다. 이러한 연구 결과는 농업 생산성을 향상시키고 기후 불확실성과 전반적인 변화에 보다 탄력적으로 대처할 필요가 있다고 판단했다. 최근의 홍수와 가뭄의 증가는 기후가 빠르게 변하고 있고 관개 설계와 관리를 위한 기존 준비들을 재고할 필요가 있다는 우려를 불러일으켰다.

## 같이 보기
- 네팔의 경제
- 네팔의 양봉